# 李培南
李培南（1905年—1993年8月13日），男，江苏邳县人，中华人民共和国政治人物，曾任上海交通大学党委书记兼代理校长，上海市人大常委会副主任。

## 生平
1927年加入中国共产党。1934年调入中国工农红军总政治部工作。红军长征时在红五军团政治部、红四方面军红军大学任宣传干事、政治教员。中国人民抗日军政大学任政治教育科科长。
1939年11月任抗大一分校政治委员兼政治部主任，与校长周纯全、副校长韦国清率抗大一分校从晋东南到山东抗日根据地。后任中共山东分局党校副校长。
抗战胜利后，任鲁中区党委第二副书记兼鲁中军区副政委。
1949年南下任浙江省温州市委书记、温州地委书记，中共中央华东局党校副校长，上海交通大学党委书记、代理校长，上海社会科学院党委书记兼院长，上海市人大常委会副主任等职。